# 1039 Sonneberga
1039 Sonneberga är en asteroid i huvudbältet som upptäcktes den 24 november 1924 av den tyske astronomen Max Wolf. Dess preliminära beteckning var 1924 TL. Asteroiden namngavs senare efter Sonneberg i Thüringen.
Sonnebergas senaste periheliepassage skedde den 3 januari 2023. Dess rotationstid har beräknats till 34,2 timmar.